# Zollner Elektronik

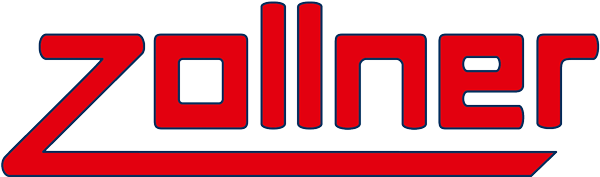
Logo-ul

Zollner Elektronik AG, este un furnizor-EMS cu sediul în Zandt. Grupul de întreprinderi are sucursale în Germania, Ungaria, România, China, Tunisia, Statele Unite și Elveția.  Societatea pe acțiuni este sută la sută deținută de către familia Zollner, și este una dintre primele 15 companii EMS la nivel mondial.

## Domeniul de activitate
Prestatorul serviciului EMS dezvoltă și produce componente, module, dispozitive și sisteme complexe pentru clienții din electronica industrială, feroviare, auto, medicale, aerospațială, metrologie, electronică pentru birou și tehnologia datelor, alte bunuri de larg consum și telecomunicații. Pe lângă dezvoltare și producție, Zollner oferă servicii în domeniile ingineriei / NPI, Supply Chain Management, Gestionarea materialelor (Material Management), After Sales Service și servicii de reparare. În electronică, compania oferă o gamă largă de posibilități în domeniul ansamblurilor electronice, ansambluri de cabluri, componente inductive, certificări IPC. Portofoliul său de servicii cuprinzătoare în mecanică include foi de metal de lucru, tehnologia materialelor plastice, proiectare și echipamente pentru construcții, strunjire CNC și tehnologie de frezare, tehnologie de suprafață, galvanizare, construcția de matrițe și de unelte.
Tehnica de analiză  oferă tehnologii și procese pentru rezolvarea problemelor și prevenirea defectelor. Până în prezent, la Zollner Elektronik AG au fost instruiți și admiși peste 1.500 de ucenici. În locațiile din Germania, cu peste cei 5.000 de angajați, Zollner este cel mai mare angajator din regiunea Cham.

## Produse
În calitate de furnizori EMS, Zollner Elektronik AG nu deține produse proprii, cu o singură excepție: „Tradinno” (un joc de cuvinte alcătuit din noțiunile „tradiție” și „inovație”), care a fost premiat de Guinness World Records ca fiind cel mai mare robot patruped umblător din lume. Acest sistem mecatronic, este prezent în fiecare an la cea mai veche piesă de teatru tradițională din Germania, „Dragonul din Furth”.

## Strucura organizației
Compania a fost înființată în anul 1965 de către Manfred Zollner, Președintele Comisiei de Supraveghere, fondat ca o firmă cu un singur angajat. Din conducerea companiei Zollner Elektronik AG fac parte Johann Weber (Președintele Consiliului de Administrație), Ludwig Zollner (Membru al Consiliului de Administrație), Manfred Zollner jun. (Membru al Consiliului de Administrație), Christian Zollner (Membru al Consiliului de Administrație) și Thomas Schreiner (Membru al Consiliului de Administrație).
Membrii Comisiei de Supraveghere sunt Manfred Zollner sen. (Președinte), Ludwig Wanninger (vicepreședinte) și Manfred Huber (reprezentant al salariaților).                                                                                                                                    

## Locații
În Germania Zollner Elektronik AG are opt unități de producție: în Bavaria de Est în Zandt, Lam, Untergschwandt, Neukirchen beim Heiligen Blut, Altenmarkt (I, II și III) și Furth im Wald. Filiale în Vác și Szügy (Ungaria), Satu Mare I. și II. (România), Taicang (China), Béja (Tunisia), Milpitas (California), Hombrechtikon (Elveția), Cartago (Costa Rica) și Kowloon Bay (Hong Kong).